# Thân Công Báo
Thân Công Báo (tiếng Trung: 申公豹) là một nhân vật truyền thuyết Trung Hoa.

## Lịch sử

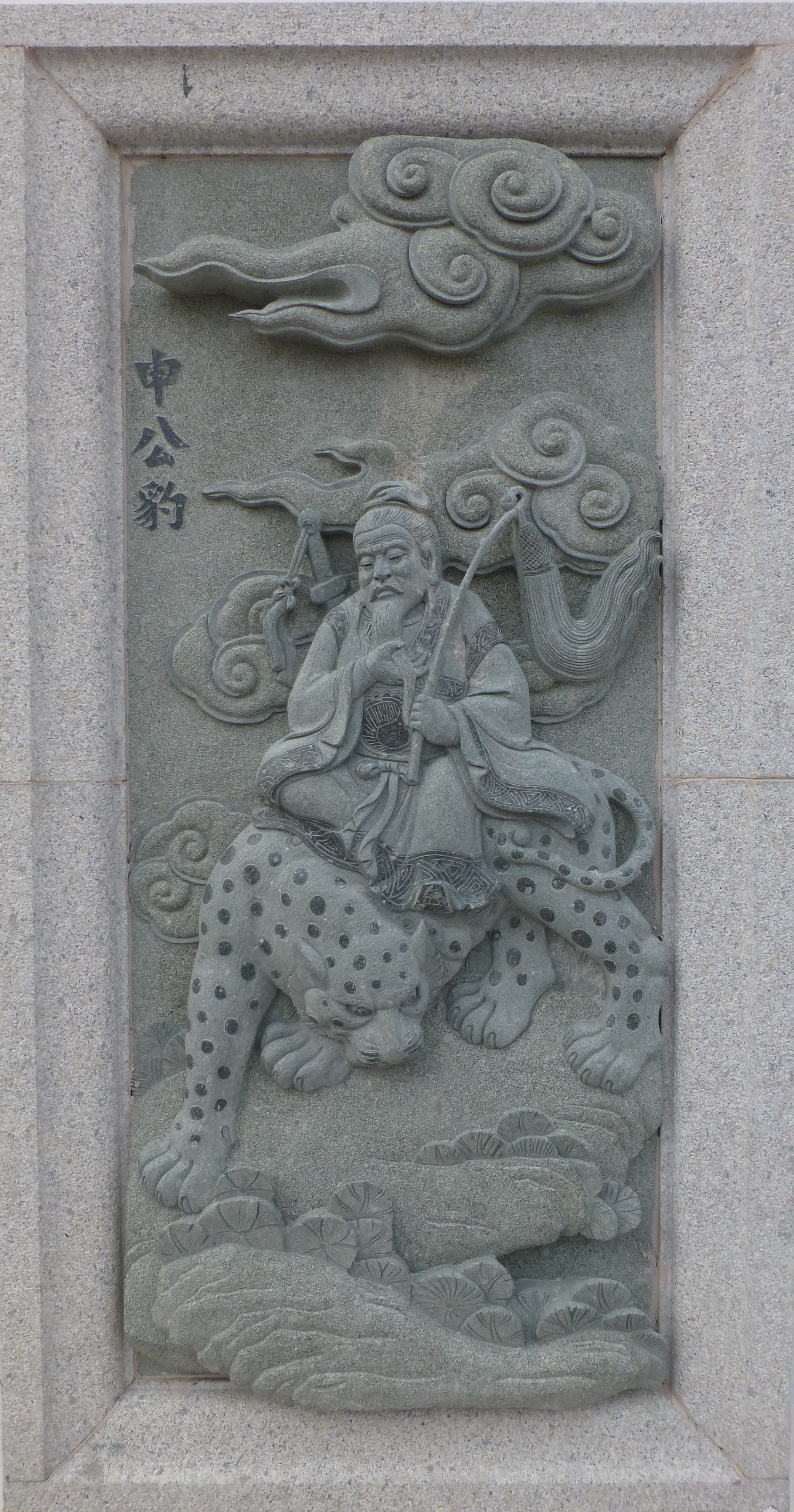
Điêu tượng nhân vật Thân Công Báo.

Cội nguồn xa xưa nhất của nhân vật Thân Công Báo là trong tiểu thuyết Phong thần diễn nghĩa, tuy nhiên theo một số luận án khoa học thập niên 2000 tại Trung Quốc, hình tượng Thân Công Báo có lẽ phát xuất từ tục thờ hổ có từ rất lâu đời tại Tế Nam trước thời điểm tiểu thuyết Phong thần diễn nghĩa xuất hiện.
Theo tác phẩm trứ danh của tác gia Hứa Trọng Lâm, Thân Công Báo thuộc về một quý tộc lừng lẫy đầu thời nhà Thương, tới đời y thì gia nhập Xiển giáo, cùng Khương Thượng bái Nguyên Thủy Thiên Tôn làm sư phụ. Vì Khương Tử Nha hơn Thân Công Báo rất nhiều tuổi nên thường gọi y là Thân sư đệ (申師弟).
Sau khi Nguyên Thủy Thiên Tôn hóa kiếp, Khương Tử Nha hạ Côn Luân sơn theo phò Tây Bá hầu Cơ Xương lập nhà Tây Chu, còn Thân Công Báo vào triều đình nhà Thương rồi được Trụ Vương phong quốc sư. Về sau, Thân Công Báo kế nghiệp Nguyên Thủy Thiên Tôn tiếp tục phổ biến Xiển giáo, nên được gọi Thân đạo trưởng (申道長).
Trong khi Khương Tử Nha ra sức phù tá Tây Bá hầu, khởi tạo những bí kíp binh pháp tiên phong tại Hoa Hạ thì Thân Công Báo giỏi ứng đối, có tài thuyết phục người người và đặc biệt cực hay ngón phù thủy. Đồng thời, mặc là người tinh xảo tới mức ma mãnh, biết dùng cả âm binh nhưng Thân Công Báo lại thuộc số ít kẻ trung thành với Trụ Vương tới mạt vận, cho nên hình tượng Thân Công Báo được coi là tà phái để đối nghịch chính phái Khương Tử Nha trong thế giới quan Xiển giáo.
Cũng theo sách họ Hứa, sau bao trận kịch chiến với sư huynh Khương Tử Nha, Thân Công Báo vì lỡ phạm một lời thề độc với Nguyên Thủy Thiên Tôn nên bị sư phụ sai một toán quân áo vàng bắt, rồi đem dìm chết ở Đông hải. Tuy nhiên, vong linh Thân Công Báo rất ứng nghiệm, hễ ai xin gì đều cho chẳng khoan từ, nên cuối cùng được liệt vào phong thần bảng với tước hiệu Đông Hải phân thủy tướng quân (東海分水將軍).
Khắc tinh của Thân Công Báo được cho là Hồng Quân lão tổ. Hội họa Trung Hoa cổ điển thường định hình Thân Công Báo là một vị thần cưỡi bạch ngạch hổ (白額虎), một tay cầm bảo kiếm (寶劍) và một tay nắm khai thiên châu (開天珠), đều có khả năng sai khiến yêu ma. Còn kinh kịch và điện ảnh Hoa ngữ thường khắc họa Thân Công Báo là vị thần cưỡi báo đen, râu ria đen nhánh (đối lập Khương Tử Nha bạc phếch), một tay cầm phất trần còn tay kia bắt quyết mà thôi.

## Văn hóa
Hình tượng Thân Công Báo thường được các tác phẩm phái sinh hoặc chuyển thể Phong thần diễn nghĩa tô điểm như nhân vật phản diện chính trong phong thần bảng.
| Năm  | Anh văn                     | Truyền hình Trung Quốc | Tài tử              | Chú   |
| ---- | --------------------------- | ---------------------- | ------------------- | ----- |
| 1990 | The Investiture of the Gods | 封神榜                 | Lei Changxi         | [ 5 ] |
| 2001 | Gods of Honour              | 封神榜                 | Joseph Lee Kwok Lun | [ 6 ] |
| 2006 | The Legend and the Hero     | 封神榜之凤鸣岐山       | Miao Haizhong       | [ 7 ] |
| 2014 | The Investiture of the Gods | 封神英雄榜             | Zhang Mingming      | [ 8 ] |
| 2016 | League of Gods              | 3D封神榜               | Louis Koo           |       |
| Năm  | Anh văn                     | Điện ảnh Trung Quốc    | Tài tử              | Chú   |
| 2019 | Nezha                       | 哪吒之魔童降世         | Yang Wei            | Voice |
| 2020 | Jiang Ziya                  | 姜子牙                 | Tutehameng          | Voice |
| Năm  | Anh văn                     | Điện ảnh Nhật Bản      | Tài tử              | Chú   |
|      | Fengshen Yanyi              | 封神演義               | Jun'ichi Kanemaru   |       |
|      | Fengshen Yanyi              | 封神演義               | Haruhiko Jō         |       |
|      | Fengshen Yanyi              | 封神演義               | Akira Ishida        |       |
|      | Fengshen Yanyi              | 封神演義               | Kenyu Horiuchi      |       |

## Liên kết
1. ↑  Xu Zhonglin (ngày 1 tháng 12 năm 2012).  《封神演义》 (bằng tiếng Trung). Nanchang: Jiangxi Arts Publishing House. ISBN 9787548018544.
2. ↑  Xu Zhonglin (ngày 1 tháng 1 năm 2010).  《封神演义》 (bằng tiếng Trung). Changchun: Changchun Publishing House. ISBN 9787544510806.
3. ↑  Xu Zhonglin (ngày 1 tháng 5 năm 2013).  《封神演义》 (bằng tiếng Trung). Beijing: China Pictorial Publishing House. ISBN 9787514606966.
4. ↑  Xu Zhonglin (ngày 1 tháng 4 năm 2013).  《封神演义》 (bằng tiếng Trung). Beijing: Huaxia Publishing House. ISBN 9787508074986.
5. ↑  揭秘90版《封神榜》主演生存现状 (bằng tiếng Trung). 163.com. 2013.
6. ↑  陈浩民版《封神榜之忠义乾坤》李国麟扮演申公豹 (bằng tiếng Trung). 2014. Bản gốc lưu trữ ngày 18 tháng 8 năm 2016. Truy cập ngày 14 tháng 4 năm 2021.
7. ↑  苗海忠助阵《女神捕》 申公豹转型逍遥侯 (bằng tiếng Trung). Sina. 2009.
8. ↑  申公豹张明明客户端聊《封神榜》 (bằng tiếng Trung). Sohu. 2014.

- Thông tin Bách Khoa Bách Độ